# 维奥梅尼勒
维奥梅尼勒（法語：Vioménil，法語發音：[vjɔmenil] ⓘ）是法国大東部大區孚日省的一个市镇，属于埃皮纳勒区。

## 地理
维奥梅尼勒（48°5'37"N, 6°10'52"E）面积23.59 平方千米，位于法国大東部大區孚日省，该省份为法国东北部内陆省份，北起默兹省和默尔特-摩泽尔省，西接上马恩省，南至上索恩省和贝尔福地区省，东临上莱茵省和下莱茵省。
与维奥梅尼勒接壤的市镇（或旧市镇、城区）包括：埃克勒、贝尔吕、沙穆瓦洛格约、拉艾、埃讷泽勒、拉沃日莱班。

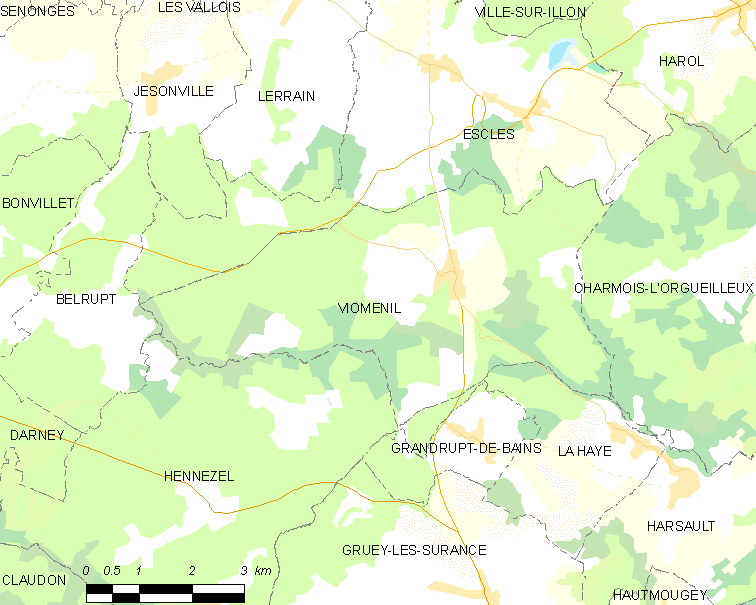
维奥梅尼勒的OSM定位图

维奥梅尼勒的时区为UTC+01:00、UTC+02:00（夏令时）。

## 行政
维奥梅尼勒的邮政编码为88260，INSEE市镇编码为88515。

## 政治
维奥梅尼勒所属的省级选区为勒瓦勒达若勒县。

## 人口

1962-2008年间维奥梅尼勒人口变化图示

维奥梅尼勒于2022年1月1日时的人口数量为153人。